# Division I i bandy för damer 1983/1984
Division I i bandy för damer 1983/1984 var Sveriges högsta division i bandy för damer säsongen 1983/1984. Säsongen avslutades med att södergruppsvinnaren IF Boltic blev svenska mästarinnor efter seger med 6-1 mot södergruppstvåan IFK Kungälv i finalmatchen på Söderstadion i Stockholm den 17 mars 1984.

## Upplägg
Lagen var indelade i två geografiskt indelade grupper, där de två bästa lagen i varje grupp gick vidare till slutspel om svenska mästerskapet. 

## Förlopp
Skytteligan vanns av Helena Lundström, Sandvikens AIK med 22 fullträffar..

## Seriespelet

### Division I norra
| Nr | Lag            | S  | V | O | F | +/-     | P  |
| -- | -------------- | -- | - | - | - | ------- | -- |
| 1  | Karlsborgs BK  | 10 | 8 | 1 | 1 | 35 - 13 | 17 |
| 2  | Sandvikens AIK | 10 | 7 | 0 | 3 | 42 - 17 | 14 |
| 3  | IK Göta        | 10 | 5 | 0 | 5 | 28 - 32 | 10 |
| 4  | Brobergs IF    | 10 | 3 | 2 | 5 | 24 - 40 | 8  |
| 5  | Selånger SK    | 10 | 3 | 1 | 6 | 30 - 36 | 7  |
| 6  | Härnösands AIK | 10 | 2 | 0 | 8 | 25 - 45 | 4  |

### Division I södra
| Nr | Lag               | S  | V | O | F  | +/-     | P  |
| -- | ----------------- | -- | - | - | -- | ------- | -- |
| 1  | IF Boltic         | 10 | 9 | 0 | 1  | 66 - 16 | 18 |
| 2  | IFK Kungälv       | 10 | 7 | 1 | 2  | 38 - 25 | 15 |
| 3  | Stångebro BK      | 10 | 6 | 1 | 3  | 30 - 33 | 13 |
| 4  | AIK               | 10 | 4 | 2 | 4  | 33 - 38 | 10 |
| 5  | Västerstrands AIK | 10 | 2 | 0 | 8  | 25 - 45 | 4  |
| 6  | Västanfors IF     | 10 | 0 | 0 | 10 | 14 - 49 | 0  |

## Final
- 17 mars 1984: IF Boltic-IFK Kungälv 6-1 (Söderstadion, Stockholm)